# Srdoči
 Ovo je glavno značenje pojma Srdoči. Za druga značenja pogledajte Srdoči (razdvojba).
Srdoči je mjesni odbor Grada Rijeke.

## Stanovništvo
Statistika: 6.522 stanovnika - 228,28 ha

## Vijeće mjesnog odbora
Adresa: Miroslava Krleže 4, Rijeka
Sastav vijeća:
- Marino Srdoč Prpić – predsjednik VMO, KANDIDACIJSKA LISTA GRUPE BIRAČA
- Filipa Capan – zamjenica predsjednika VMO, HDZ
- Željka Matković – članica VMO, HDZ
- Robert Urek– član VMO, PGS, SDP, HNS
- Branko Srdoč – član VMO, PGS, SDP, HNS

Napomena: pripadnost koalicijskoj listi na dan izbora 02.12.2018.

## Gospodarstvo
Plodine Srdoči u Ulici Mate Lovraka i Brodokomerc u Ulici Miroslava Krleže.

## Obrazovanje
Osnovna škola Srdoči u Ulici Ante Modrušana.

## Kultura
Udruga "Mavrica" - udruga za očuvanje zavičajne baštine i tradicije, kulturnih običaja i povijesnih posebnosti i lokalnog čakavskog govora mjesta Srdoči. 

## Šport
Sportsko društvo "Moji Srdoči" koje vodi bivši igrač Rijeke Ðoni Tafra.

## Vanjske poveznice
- Službene stranice
- Srdoči na portalu Moja Rijeka
- Interaktivni zemljovid MO[neaktivna poveznica]